# Maniac Racers Advance
Maniac Racers Advance (Motocross Maniacs Advance au Japon et en Amérique du Nord) est un jeu vidéo de course développé et édité par Konami, sorti en 2002 sur Game Boy Advance.

## Accueil
- Jeuxvideo.com : 13/20[1]